# 320

320(삼백이십)은 319보다 크고 321보다 작은 자연수다.

## 수학
- 합성수로, 그 약수는 총 14개다. (1, 2, 4, 5, 8, 10, 16, 20, 32, 40, 64, 80, 160, 320)
  - 320의 진약수의 합은 442이므로, 320은 과잉수다.
- {\displaystyle 320=8^{2}+16^{2}}
  - 연속하는 두 개의 {\displaystyle 8n}({\displaystyle n}은 자연수)의 제곱합으로 나타낼 수 있는 가장 작은 수다. 이 성질을 지닌 다음 수는 832이다.
  - 연속하는 두 개의 {\displaystyle 2^{n}}({\displaystyle n}은 자연수)의 제곱합으로 나타낼 수 있으며, 이 성질을 지닌 앞의 수는 80, 다음 수는 1280이다.
- {\displaystyle 320=2^{8}+2^{6}}
- {\displaystyle 31^{2}-1}은 320으로 나누어떨어진다.
- 정320각형은 작도할 수 있다.

## 과학·기술
- NGC 320(영어판): 고래자리 방향에 있는 나선은하.
- 코스모스 320호(영어판): 소련의 인공위성.
- 리판 320(영어판)

## 교통

### 항공
- 에어버스 A320

### 철도
- 수도권 전철 3호선 구파발역의 역번호.
- 대구 도시철도 3호선 매천시장역의 역번호.

### 도로
- 고속도로 및 국도
  - 오토루트 320호선(프랑스어판): 프랑스의 고속도로.
  - 일본 320번 국도(일본어판): 고치현 스쿠모시에서 에히메현 기타우와군 기호쿠정까지 이어지는 일본의 국도.
- 기타 도로
  - 현도 제320호선

## 군사
- U-320(영어판, 독일어판): 제2차 세계 대전에 사용된 나치 독일의 군용 잠수함.

## 문화유산
- 대한민국의 국보 제320호: 월인천강지곡 권상
- 대한민국의 보물 제320호: 해남 대흥사 삼층석탑
- 대한민국의 사적 제320호: 울산 경상좌도병영성

## 방송
- U+ TV의 브라보키즈 채널 번호.

## 기타
- 날짜: 3월 20일
- 연도: 320년, 기원전 320년
- 320년대
- 한국십진분류법에서 경제학에 관한 책들이 분류되는 번호.